# Anders Nielsen (fodboldspiller, født maj 1986)
 Der er flere personer med dette navn, se Anders Nielsen.
Anders Nielsen (født 10. maj 1986) er en dansk tidligere professionel fodboldspiller.
Han startede sin karriere i Næstved Boldklub og har spillet for FC Roskilde og HB Køge.

## Karriere
I december 2014 blev det offentliggjort, at HB Køge og Anders Nielsen ikke kunne nå til enighed om en forlængelse af kontrakten, og han skiftede derfor tilbage til FC Roskilde. Anders Nielsen spillede 258 kampe for FC Roskilde, inden han stoppede karrieren i 2019.